# Rugosolibethra crassespinosa
Rugosolibethra crassespinosa är en insektsart som först beskrevs av Brunner von Wattenwyl 1907.  Rugosolibethra crassespinosa ingår i släktet Rugosolibethra och familjen Diapheromeridae. Inga underarter finns listade i Catalogue of Life.